# Fernand de Jonghe d'Ardoye
Le vicomte Fernand Louis Ghislain Marie Joseph de Jonghe d'Ardoye, né le 18 février 1850 à Bruxelles et y décédé le 30 avril 1925, est un homme politique belge catholique.
Il est le fils de Theodore François Felix et Césarine Louise Marie d'Humières.

## carrière politique
- 16/08/1878-16/05/1900: député de l'arr. de Roulers (remplaçant B. Dumortier)
  - 17/02/1887-1900: questeur
- 16/05/1900-16/11/1919: sénateur de l'arr. Roulers-Tielt
  - 05/07/1900-1919: questeur